# Sportåret 1912

## Händelser

### Bandy
- 17 mars - IFK Uppsala och Djurgårdens IF blir bägge svenska mästare, då omspelsmathcen inte kan spelas på grund av milt väder, och första finalmötet på Råstasjön slutat 1–1.[1]
- Okänt datum – Bandysporten sprids till Estland.[2]

### Baseboll
- 16 oktober - American League-mästarna Boston Red Sox vinner World Series med 4-3 i matcher (dessutom slutade en match oavgjord) över National League-mästarna New York Giants.[3]

### Cykel
- Odile Defraye vinner Tour de France

### Fotboll

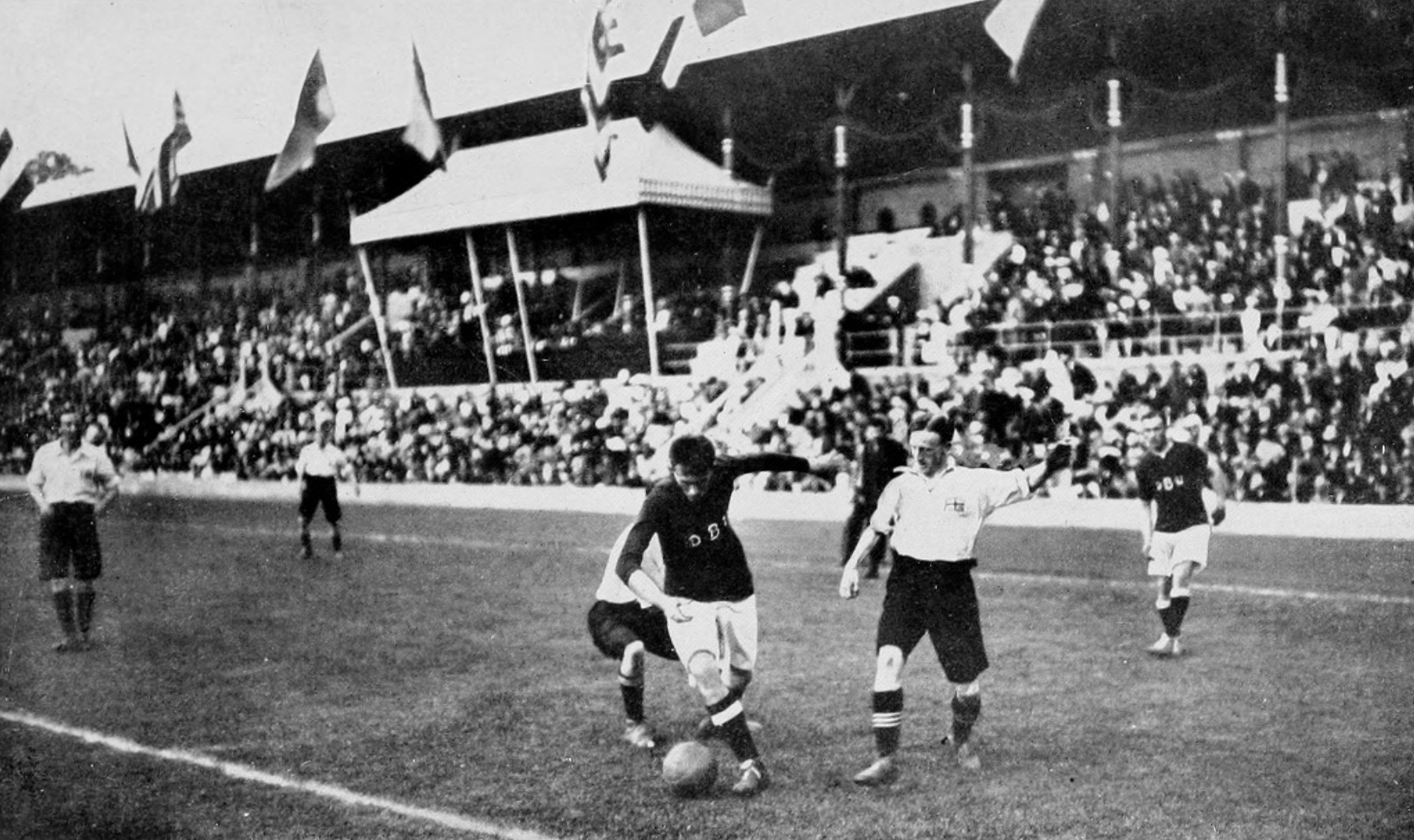
Storbritannien besegrar Danmark i finalen av den olympiska turneringen.

- 4 juli – Storbritannien vinner den olympiska turneringen genom att vinna finalen mot Danmark med 4-2 på Stockholms stadion.[4]
- 17 november – Djurgårdens IF blir svenska mästare efter finalseger med 3–1 över Örgryte IS. Matchen spelas på Råsunda IP.[5]
- 21 december - Katalonien får ett inofficiellt fotbollslandslag, som i Paris utklassas av Frankrike med 0-7.[6]
- Okänt datum – Svenska serien spelas inte klart. Två lag (Vikingarnas FK och IFK Esklistuna) drar sig ur serien efter en match och ersätts av Mariebergs IK och Göteborgs FF. Marieberg drar sig dock ur igen. Förberedelser inför OS i Stockholm hindrar spel under våren.

### Friidrott
- Michael Ryan, USA vinner Boston Marathon.[7]

### Ishockey
- 18 mars - Österrike inträder i IIHF.[8]
- 23 mars - IIHF utökas då Luxemburg[9] och Sverige inträder.[10]
- 27 januari - Böhmen vinner Europamästerskapet i Prag före Tyskland och Österrike.[11]

### Motorsport
- Amerikanen Ralph DePalma vinner Vanderbilt Cup med en Mercedes.

### Tennis
- 3 januari - Australien vinner International Lawn Tennis Challenge 1911, soms lutspelas i januari 1912, genom att finalbesegra USA med 5-0 i Christchurch.[12]
- 30 november - Brittiska öarna vinner International Lawn Tennis Challenge genom att finalbesegra Australien med 3-2 i Melbourne.[13]

## Födda
- 4 februari - Byron Nelson, amerikansk golfspelare.
- 14 mars - Cliff Bastin, engelsk fotbollsspelare.
- 2 april - Sigvard Törnqvist, svensk ryttare och kompositör.
- 8 april - Sonja Henie, norsk-amerikansk skådespelare och konståkare, olympisk guldmedaljör.
- 20 april - Erik "Kiruna-Lasse" Larsson, svensk längdåkare, OS-medaljör.
- 14 maj - Ben Hogan, amerikansk legendarisk professionell golfspelare.
- 27 maj - Sam Snead, amerikansk golfspelare.
- 13 augusti - Ben Hogan, amerikansk golfspelare.
- 16 augusti - Ted Drake, engelsk fotbollsspelare och -tränare.
- 12 september - Leslie Compton, engelsk cricket- och fotbollsspelare.

## Avlidna
- 18 april – Walter Clopton Wingfield, brittisk major, uppfinnare av lawn-tennis.

## Evenemang
- Olympiska sommarspelen 1912 hålls i Stockholm 5 maj - 27 juli.
  - Sverige tar flest medaljer (64) och USA tar flest guldmedaljer (25).

## Rekord

### Friidrott
- 18 maj – George Horlins, USA, sätter nytt världsrekord i höjdhopp med 2,00 m
- 27 maj – James Duncan, USA, sätter nytt världsrekord i diskuskastning med 47,58 m
- 8 juni
  - – Abel Kiviat sätter nytt världsrekord på 1 500 m med 3.55,8 min
  - - Marc Wright, USA, sätter nytt världsrekord i stavhopp med 4,02 m
- 6 juli – Donald Lippincott, USA, sätter nytt världsrekord på 100 m med 10,6 sek
- 8 juli
  - – Ted Meredith, USA, sätter nytt världsrekord på 800 m med 1.51,9 min
  - - Tyskland sätter nytt världsrekord på 4 x 100 m med 42,3 sek
- 10 juli - Hannes Kolehmainen, Finland, sätter nytt världsrekord på 5 000 m med 14.36,6 min
- 12 juli – Hannes Kolehmainen, Finland, sätter nytt världsrekord på 3 000 m med 8.36,8 min
- 15 juli – USA sätter nytt världsrekord på 4 x 400 m med 3.16,6 min
- 29 september – Eric Lemming, Sverige sätter nytt världsrekord i spjutkastning med 62,32 m, första svenska individuella världsrekord på herrsidan

## Bildade föreningar och klubbar
- 15 april - Svenska klubben BK Derby grundas.[14]
- 12 maj - Svenska klubben Brynäs IF, framför allt framgångsrik inom ishockey, grundas.[14]
- 6 december - Svenska klubben Redbergslids IK grundas.[14]

### Fotnoter
1. ↑  Erik Jonsson (17 mars 1912). ”1907–1919”. Svenska Bandyförbundet. Arkiverad från originalet den 14 februari 2015. https://web.archive.org/web/20150214185248/http://www.svenskbandy.se/BANDYFINALEN/HISTORIK/Svenskamastare/Herrar/1907-1919/. Läst 1 september 2011.
2. ↑  ”Estonia” (på engelska). Bandytipset. https://www.oocities.org/~bandytips/English/Estonia.html. Läst 2 september 2011.
3. ↑  ”1912 World Series” (på engelska). Baseball-Reference.com. http://www.baseball-reference.com/postseason/1912_WS.shtml. Läst 16 juli 2015.
4. ↑  ”Games of the V. Olympiad” (på engelska). RSSSF. http://www.rsssf.com/tableso/ol1912f.html. Läst 16 augusti 2011.
5. ↑  Jimmy Lindahl (10 mars 2000). ”Svenska mästare i fotboll 1896–1925”. Bolletinen. http://www.bolletinen.se/sfs/allsvenskan/sm1896.pdf. Läst 10 oktober 2011.
6. ↑  ”Catalonia Autonomous Team Matches” (på engelska). RSSSF. http://www.rsssf.com/tablesc/cata-intres.html. Läst 20 augusti 2011.
7. ↑  ”Boston Marathon”. Arkiverad från originalet den 27 april 2015. https://web.archive.org/web/20150427035419/http://www.baa.org/races/boston-marathon/boston-marathon-history/past-champions/past-mens-open-champions.aspx. Läst 9 april 2011.
8. ↑  ”Austria”. International Ice Hockey Federation. 18 mars 1912. https://www.iihf.com/en/associations/326/austria. Läst 21 augusti 2011.
9. ↑  ”Luxembourg”. International Ice Hockey Federation. 23 mars 1912. https://www.iihf.com/en/associations/1345/luxembourg. Läst 21 augusti 2011.
10. ↑  ”Sweden”. International Ice Hockey Federation. 23 mars 1912. https://www.iihf.com/en/associations/1369/sweden. Läst 21 augusti 2011.
11. ↑  ”Championnats d'Europe 1912” (på franska). Hockey Archives. 2 februari 2912. https://www.hockeyarchives.info/Euro1912.htm. Läst 15 augusti 2011.
12. ↑  ”Davis Cup”. http://www.daviscup.com/en/results/tie/details.aspx?tieId=10000716. Läst 20 augusti 2011.
13. ↑  ”Davis Cup”. http://www.daviscup.com/en/results/tie/details.aspx?tieId=10000596. Läst 20 augusti 2011.
14. 1 2 3  Martin Alsiö (10 mars 2004). ”De allsvenska klubbarnas födelsedagar”. Bolletinen. http://www.bolletinen.se/sfs/allsvenskan/grundades.pdf. Läst 11 februari 2015.